# Latastia longicaudata
Espèce
Synonymes
- Lacerta longicaudata Reuss, 1834
- Eremias revoili Vaillant, 1882
- Lacerta samharica Blanford, 1870
- Lacerta sturti Blanford, 1870
- Latastia longicaudata var. andersonii Boulenger, 1921

Latastia longicaudata est une espèce de sauriens de la famille des Lacertidae.

## Répartition
Cette espèce se rencontre au Sénégal, au Mali, au Niger, au Cameroun, en Centrafrique, au Soudan, en Égypte, en Éthiopie, en Somalie, au Yémen, au Kenya et en Tanzanie.

## Liste des sous-espèces
Selon The Reptile Database (28 janvier 2013) :
- Latastia longicaudata andersonii Boulenger, 1921
- Latastia longicaudata lanzai Arillo, Balletto & Spanò, 1967
- Latastia longicaudata longicaudata (Reuss, 1834)
- Latastia longicaudata revoili (Vaillant, 1882)

## Publications originales
- Arillo, Balletto & Spanò, 1967 : Il genere Latastia Bedriaga in Somalia. Bollettino dei Musei e degli Istituti Biologici dell'Università di Genova, vol. 35, no 229, p. 105-145.
- Boulenger, 1921 : Monograph of the Lacertidae. British Museum (London), vol. 2, p. 1-451 (texte intégral).
- Reuss, 1834 : Zoologische miscellen. Reptilien, Ophidier. Abhandlungen aus dem Gebiete der beschreibenden Naturgeschichte, vol. 1, p. 129-162.
- Vaillant, 1882 : Reptiles et Batraciens. Mission G. Révoil aux pays Comalis, Faune et Flore. Faune et Flore des Pays Comalis, Afr. orient, p. 1-25 (texte intégral).